# Ν̑
Cette page contient des caractères spéciaux ou non latins. S’ils s’affichent mal (▯, ?, etc.), consultez la page d’aide Unicode.
Le nu brève inversée, ν̑, est une lettre grecque additionnelle utilisée dans l’écriture du tsakonien par certains auteurs.

## Utilisation
Thanasis Costakis et d’autres auteurs utilisent le nu brève inversée ‹ ν̑ › en tsakonien pour transcrire une consonne nasale alvéolaire voisée éjective [nʼ],.

## Représentations informatiques
Le nu brève inversée peut être représente avec les caractères Unicode suivants (grec et copte, diacritiques):
| formes    | représentations | chaînes de caractères | points de code | descriptions                                           |
| --------- | --------------- | --------------------- | -------------- | ------------------------------------------------------ |
| capitale  | Ν̑               | Ν◌̑                    | U+039D U+0311  | lettre majuscule grecque nu diacritique brève inversée |
| minuscule | ν̑               | ν◌̑                    | U+03BD U+0311  | lettre minuscule grecque nu diacritique brève inversée |